# Pedro Casares
Pedro Casares Hontañón (Santander, 5 de octubre de 1983) es un economista, profesor universitario y político español, miembro del Partido Socialista de Cantabria-PSOE. Actualmente se desempeña como delegado del Gobierno en Cantabria desde julio de 2025. Fue diputado nacional en el Congreso de los Diputados desde diciembre de 2019 hasta julio de 2025.

## Biografía
Es licenciado en Economía; máster en Comercio, Transportes y Comunicaciones Internacionales; y doctor en Economía por la Universidad de Cantabria. Actualmente, ejerce como profesor del Área de Fundamentos del Análisis Económico en la misma universidad.

### Trayectoria política
Se desempeñó como secretario general de las Juventudes Socialistas de Santander de 2003 a 2010. Posteriormente, fue concejal del Ayuntamiento de Santander entre 2013 y 2020, periodo en el que también ejerció la portavocía del Grupo Municipal Socialista a partir de 2015. Es secretario general del PSC-PSOE en Santander desde 2014 y fue el candidato socialista a la alcaldía de la capital cántabra en las elecciones municipales de 2015 y 2019. Tras las elecciones generales de noviembre de 2019, a las que se presentó como cabeza de lista por Cantabria, fue elegido como parlamentario del Congreso de los Diputados, puesto que revalidó en los comicios de 2023.
Fue secretario de Política Económica y Transformación Digital de la Comisión Ejecutiva Federal del PSOE desde 2021 hasta 2024. Anteriormente, entre 2017 y 2021, fue secretario de Vivienda, Ordenación del Territorio, Infraestructuras y Transportes del partido. Entre 2008 y 2017 fue secretario de Economía y Empleo del PSOE de Cantabria bajo los mandatos de Lola Gorostiaga y Eva Díaz Tezanos.
En febrero de 2025 derrotó al entonces secretario general de los socialistas cantabros, Pablo Zuloaga, en las primarias para dirigir la federación regional, haciéndose con el 52,35 % de los votos.
El 29 de julio de 2025 renunció a su escaño en el Congreso de los Diputados tras ser nombrado delegado del Gobierno en Cantabria.